# Pueblo Pintado (Nuevo México)
Pueblo Pintado es un lugar designado por el censo ubicado en el condado de McKinley en el estado estadounidense de Nuevo México. En el Censo de 2010 tenía una población de 192 habitantes y una densidad poblacional de 7,02 personas por km².

## Geografía
Pueblo Pintado se encuentra ubicado en las coordenadas 35°57′28″N 107°39′2″O / 35.95778, -107.65056. Según la Oficina del Censo de los Estados Unidos, Pueblo Pintado tiene una superficie total de 27.36 km², de la cual 27.36 km² corresponden a tierra firme y (0%) 0 km² es agua.

## Demografía
Según el censo de 2010, había 192 personas residiendo en Pueblo Pintado. La densidad de población era de 7,02 hab./km². De los 192 habitantes, Pueblo Pintado estaba compuesto por el 4.69% blancos, el 0% eran afroamericanos, el 91.67% eran amerindios, el 0.52% eran asiáticos, el 0% eran isleños del Pacífico, el 0.52% eran de otras razas y el 2.6% pertenecían a dos o más razas. Del total de la población el 0.52% eran hispanos o latinos de cualquier raza.